# Bayswater Station
Bayswater Station er en London Underground-station i Bayswater-området i City of Westminster. Den betjenes af Circle og District lines og ligger mellem Notting Hill Gate og Paddington Stationer i takstzone 1. Stationen er beliggende på Queensway, tæt på shoppingcenteret Whiteleys, Westbourne Grove, Queens ice rink and bowling centre, Kensington Gardens og St Sophia's Græsk-ortodokse Katedral. Mindre end 100 m væk ligger Central line-stationen Queensway.

## Historie
Stationen blev åbnet af damptogsselskabet Metropolitan Railway (MR) (nu Metropolitan line) den 1. oktober 1868, som del af jernbanens sydlige forlængelse til South Kensington, hvor den forbindes til Metropolitan District Railway (MDR).
Anlægget af jernbanen gennem det allerede bebyggede Bayswater-område krævede udgravning af en tunnel med cut-and-cover-metoden. Der blev udgravet en 13 m dyb grøft mellem støttevægge i mursten, der efterfølgende blev overdækket med murstensbuer, der gjorde byggeri ovenpå mulig. Der blev udbetalt store kompensationer til grundejerne, der blev påvirket af udgravningen, og i Leinster Gardens mod øst blev facaderne på to huse revet ned for at gøre plads for banen. Disse blev efterfølgende genopbygget for at genskabe illusionen af en boligblok.
| Bayswayer Station, ca. 1867. Til venstre er stationens tag under anlæg, og til højre er stationen færdigbygget. |  | Bayswayer Station, ca. 1867. Til venstre er stationens tag under anlæg, og til højre er stationen færdigbygget. |
| Bayswayer Station, ca. 1867. Til venstre er stationens tag under anlæg, og til højre er stationen færdigbygget. |  | |

Perronerne på Bayswater Station blev anlagt i grøften og udstyret med et glastag. En kort del af grøften forblev uden overdækning vest for stationen for at røg og damp fra togene kunne komme ud af tunnelerne. Selv før færdiggørelsen af de sammenhængende spor, der i dag udgør Circle line, i 1884, kørte MR og MDR tog gennem Bayswater som Inner Circle. MR kørte oprindeligt alle disse tog, men fra 1871 kørte hvert selskab halvdelen af togene.
For at forbedre forholdene i tunnelerne og stationerne og for at øge frekvensen elektrificerede MR sporene gennem Bayswater og rundt i hele Inner Circle i 1905, i samarbejde med MDR. Elektriske tog begyndte at køre den 1. juli 1905, men MR's dårlige koordinering af arbjedet med MDR's førte til flere måneders forsinkelse.
.
Den 1. november 1926 begyndte District line en betjening mellem Edgware Road og Putney Bridge. Fra denne dag kørte MR alle Inner Circle-tog, bortset fra nogle få District line-tog om søndagen. I 1949 den fik sin egen identitet på netværkskort som Circle line.

## Transportforbindelser
London buslinje 70 betjener stationen.